# Ална (Мен)
Ална (англ. Alna) — місто (англ. town) в США, в окрузі Лінкольн штату Мен. Населення — 710 осіб (2020).

## Демографія
Згідно з переписом 2010 року, у місті мешкало 709 осіб у 295 домогосподарствах у складі 210 родин. Було 346 помешкань
Расовий склад населення:
| - 97,5 % — білих - 1,1 % — корінних американців - 0,4 % — азіатів - 0,1 % — чорних або афроамериканців |

До двох чи більше рас належало 0,7 %. Частка іспаномовних становила 0,6 % від усіх жителів.
За віковим діапазоном населення розподілялося таким чином: 20,9 % — особи молодші 18 років, 62,9 % — особи у віці 18—64 років, 16,2 % — особи у віці 65 років та старші. Медіана віку мешканця становила 45,7 року. На 100 осіб жіночої статі у місті припадало 94,8 чоловіків;  на 100 жінок у віці від 18 років та старших — 91,5 чоловіків також старших 18 років.
Середній дохід на одне домашнє господарство  становив 81 331 долар США (медіана — 65 833), а середній дохід на одну сім'ю — 91 471 долар (медіана — 80 375). Медіана доходів становила 57 917 доларів для чоловіків та 41 250 доларів для жінок. За межею бідності перебувало 16,6 % осіб, у тому числі 27,2 % дітей у віці до 18 років та 1,6 % осіб у віці 65 років та старших.
Цивільне працевлаштоване населення становило 382 особи. Основні галузі зайнятості: освіта, охорона здоров'я та соціальна допомога — 20,2 %, будівництво — 15,4 %, публічна адміністрація — 9,9 %, науковці, спеціалісти, менеджери — 9,4 %.